# リジョイシング
『リジョイシング』（Rejoicing）は、1984年にECMレコードからリリースされた、ギタリストのパット・メセニーによるアルバムである。ベースにチャーリー・ヘイデン、ドラムにビリー・ヒギンスが参加したトリオにおけるギタリストをフィーチャーしている。ヘイデンとヒギンスは2人とも1950年代後半から1960年代初頭にオーネット・コールマンと共演し、レコーディングしてきた人物だった。メセニー自身の作曲作品に加えて、コールマン作曲の3曲と、ホレス・シルヴァーの「ロンリー・ウーマン」（メセニーがアルバムで演奏していないコールマン作曲の同タイトル曲との混同に注意）を演奏している。

## 評価
オールミュージックのスコット・ヤナウはアルバムに星4.5を付け、「この素晴らしいセットを通じて、メセニーと彼のサイドマンたちは緊密なコミュニケーションを取り、記憶に残る予測不可能な音楽を作成している」と述べた。

## 収録曲
| #  | タイトル                                                             | 作詞 | 作曲・編曲 | 時間 |
| -- | -------------------------------------------------------------------- | ---- | ---------- | ---- |
| 1. | 「ロンリー・ウーマン - "Lonely Woman"」(ホレス・シルヴァー)          |      |            | 6:50 |
| 2. | 「ティアーズ・インサイド - "Tears Inside"」(オーネット・コールマン)  |      |            | 3:50 |
| 3. | 「ハンプティ・ダンプティ - "Humpty Dumpty"」(オーネット・コールマン) |      |            | 5:42 |
| 4. | 「ブルース・フォー・パット - "Blues for Pat"」(チャーリー・ヘイデン) |      |            | 6:06 |
| 5. | 「リジョイシング - "Rejoicing"」(オーネット・コールマン)             |      |            | 3:24 |

| #  | タイトル | 作詞 | 作曲・編曲 | 時間 |
| -- | --- | ---- | ---------- | ---- |
| 1. | 「ストーリー・フロム・ア・ストレンジャー - "Story from a Stranger"」(パット・メセニー)                       |      |            | 5:53 |
| 2. | 「ザ・コーリング - "The Calling"」(パット・メセニー)                                                         |      |            | 9:52 |
| 3. | 「ウェイティング・フォー・アン・アンサー - "Waiting for an Answer"」(パット・メセニー、チャーリー・ヘイデン) |      |            | 2:16 |

## パーソネル
- パット・メセニー (Pat Metheny) - ギター、ギターシンセサイザー
- チャーリー・ヘイデン (Charlie Haden) - ダブルベース
- ビリー・ヒギンス (Billy Higgins) - ドラム